# 간다라 석불입상

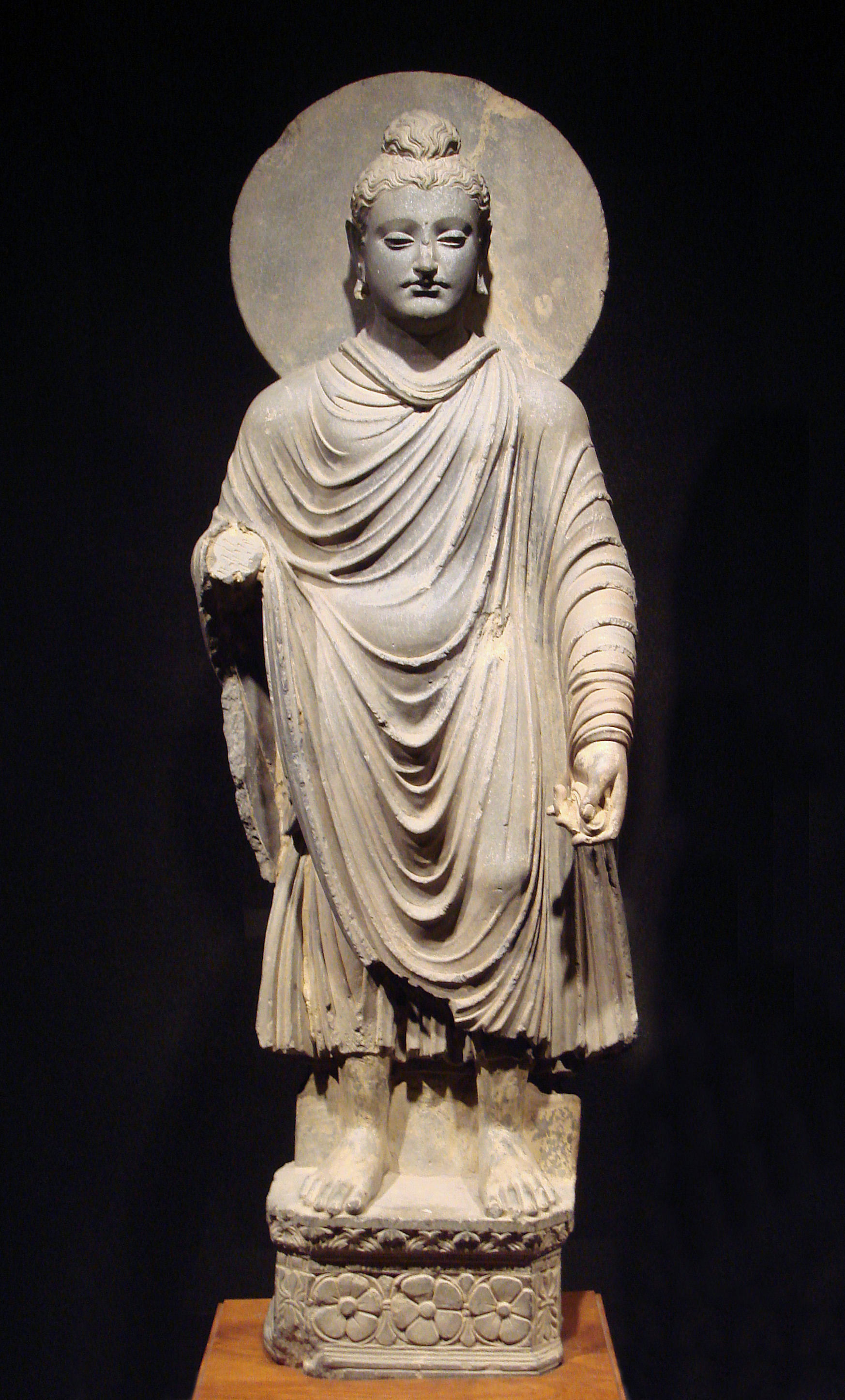
석가모니의 첫 번째 표현 중 하나(서기 1~2세기), 파키스탄 간다라.

도쿄 국립 박물관의 석불입상은 그리스-불교 조각상의 한 예시이다. 이와 비슷한 불상은 프랑스의 기메 박물관과 뉴델리 국립 박물관을 비롯해 남아시아의 여러 박물관에서 찾아볼 수 있다. 이 불상은 파키스탄 간다라에서 출토되었으며 서기 1세기 또는 2세기로 거슬러 올라간다.

## 문맥
일부 입상(사진의 예와 같은)은 사실적인 효과를 높이기 위해 손과 때로는 발을 대리석으로 만들고 나머지 몸은 다른 재료로 만드는 그리스 특유의 기법을 사용하여 조각되었으며, "대불입상"으로도 정의된다.
특히 알프레드 찰스 아우구스트 푸셰는 기원전 1세기로 거슬러 올라가는 헬레니즘의 독립불상을 "가장 아름답고 아마도 가장 오래된 불상"으로 간주하여 부처의 의인화된 표현의 출발점으로 삼았다.

## 발전

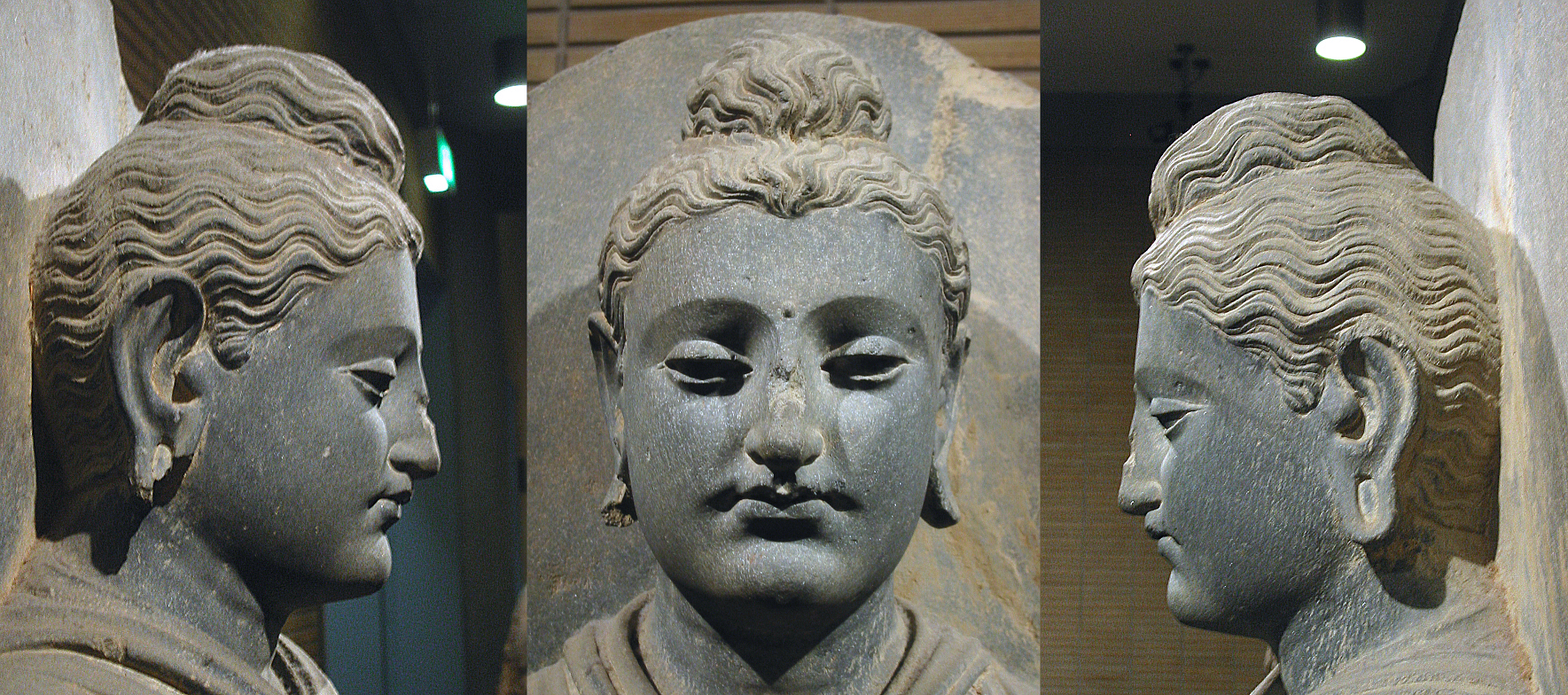
3각도에서 본 불상의 얼굴.

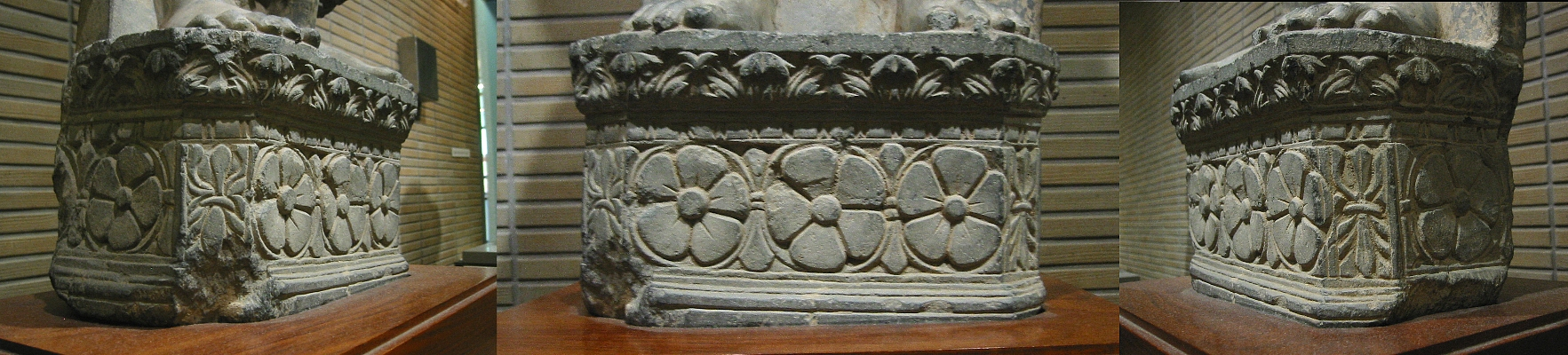
불상의 기초.

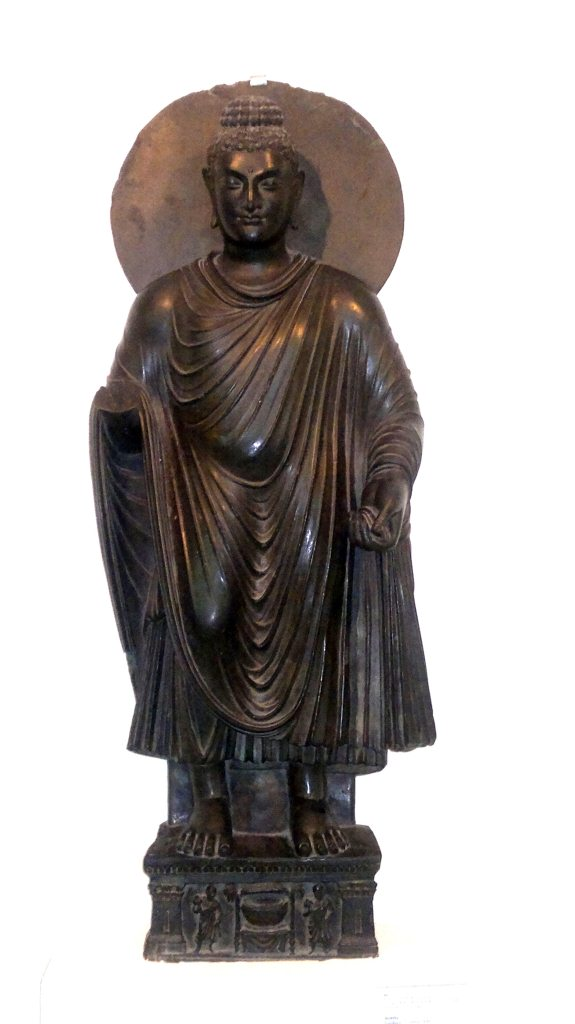
입상, 뉴델리 국립박물관.

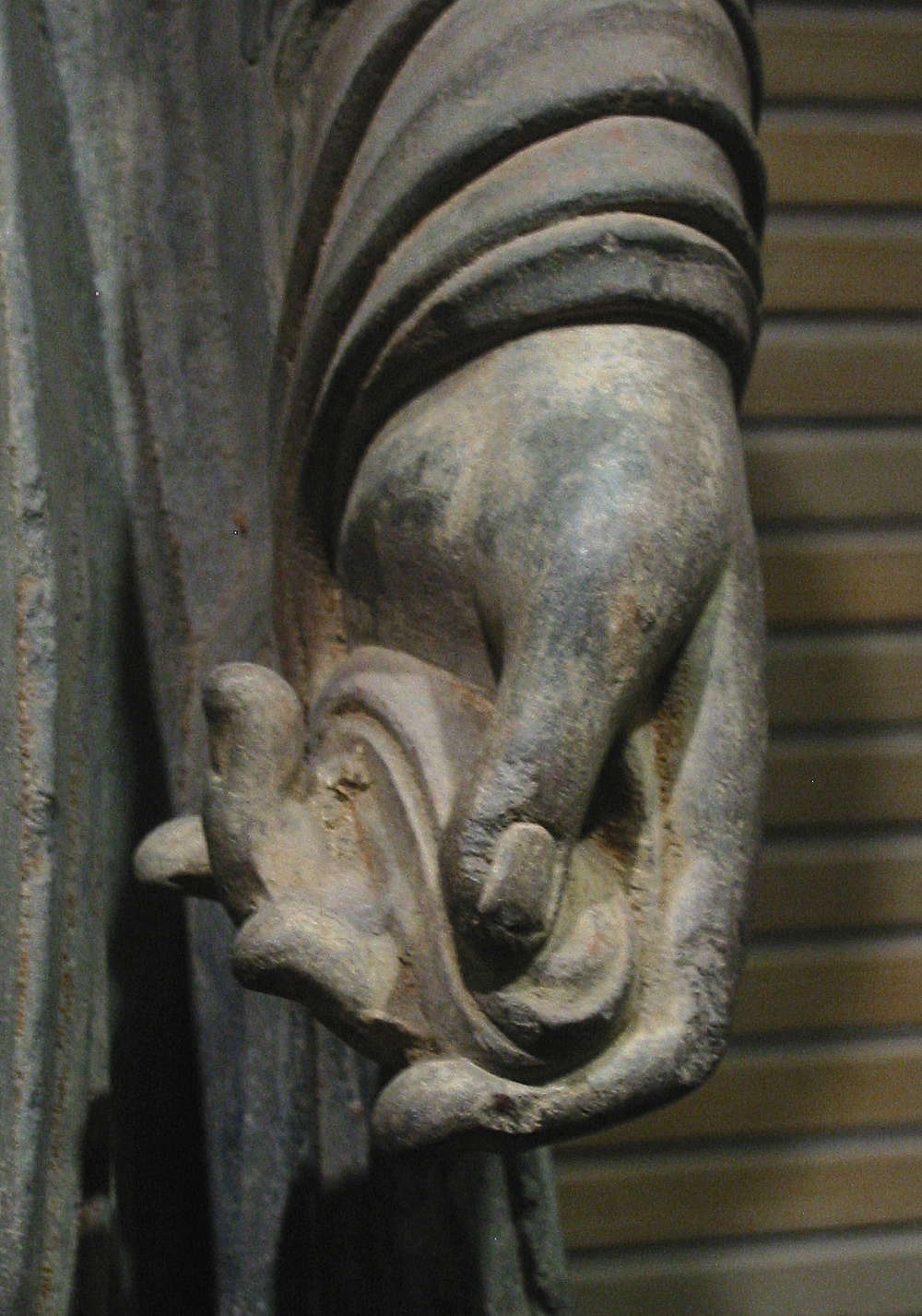
손 디테일.

다른 방향에서 보면, 중국의 역사 자료와 타림 분지 도시 둔황의 벽화는 탐험가이자 사신인 장건이 기원전 130년경 박트리아까지 중앙아시아를 여행한 것을 정확하게 묘사하고 있으며, 같은 벽화에는 한 무제(기원전 156-87년)가 불상을 숭배하는 모습이 묘사되어 있는데, "유목민과의 전쟁에서 한나라의 위대한 장군이 기원전 120년에 가져온 황금"으로 설명되어 있다. 중국 역사 문헌에는 한무제가 불상을 숭배했다는 다른 언급은 없지만, 벽화를 보면 기원전 2세기에 이미 불상이 존재했음을 알 수 있어 인도-그리스 시대와 직접적으로 연결된다.
중국의 역사 연대기인 후한서에는 서기 67년경 한 명제가 불교에 대해 문의한 내용이 기록되어 있다. 그는 인도 북서부의 위지에 사신을 보내 부처님의 그림과 불상을 가져와 그 이전에 존재했음을 확인했다:
“황제가 참된 교리를 알기 위해 천주(인도 북서부)에 사신을 보내 부처님의 교리를 문의한 후 중국에 그림과 불상이 나타났다.”
인도-중국 전통에 따르면 인도-그리스 왕 메난드로스의 불교 스승으로도 알려진 나가세나는 기원전 43년 파탈리푸트라에서 에메랄드 불상을 만들었고, 이 동상은 나중에 태국으로 옮겨졌다고 한다.

## 서지
- The Tokyo National Museum for the statue
- Bussagli, Mario; Francine Tissot; Béatrice Arnal (1996). L'art du Gandhara (프랑스어). Paris: Librairie générale française. ISBN 2-253-13055-9
- 〈Chapter on the Western Regions〉. 《The Western Regions according to the Hou Hanshu》. 번역 Hill, John E. 2판. 2003. 2022년 6월 16일에 확인함.
- Marshall, John (1960). 《Buddhist art of Gandhara》 (영어). 2022년 6월 16일에 확인함.